# Biserica „Buna Vestire”, „Sfântul Mina”, „Sfinții Constantin și Elena” - Greci din Pitești
Biserica „Buna Vestire”, „Sfântul Mina”, „Sfinții Constantin și Elena” - Greci din Pitești este un ansamblu de monumente istorice aflat pe teritoriul municipiului Pitești. În Repertoriul Arheologic Național, monumentul apare cu codul 13178.07.
Ansamblul este format din două monumente:
- Biserica „Buna Vestire”, „Sf. Mina” și „Sf. Constantin și Elena” - Greci (cod LMI AG-II-m-A-13418.01)
- Chilii (cod LMI AG-II-m-A-13418.02)